# جيمس تراسلو ادامز
جيمس تراسلو ادامز هو كاتب ومؤرخ أمريكي وأول من استعمل مصطلح "الحلم الأمريكي" ولد في 18 أكتوبر 1878 في بروكلين ضواحي نيويورك لعائلة لاتينية مهاجرة من فنزويلا. أبوه يدعى ويليام وأمه اليزابث هاربر. وقد عاش حياة صعبة ولكنه استطاع دخول الجامعة ودراسة القانون ليتخرج منها ويبدأ العمل كمدرس ومحامي في نفس الوقت وكان يعتبر من المدافعين عن فكرة أمريكا للجميع أي بكل أبنائها وهو ما عرف لاحقا بالحلم الأمريكي.

## روابط خارجية
- جيمس تراسلو ادامز على موقع إن إن دي بي (الإنجليزية)